# Mestaruussarja 1938
Die Mestaruussarja 1938 war die neunte Spielzeit der finnische Fußballmeisterschaft seit deren Einführung im Jahre 1930. Sie wurde unter acht Mannschaften vom 8. Mai bis 30. Oktober ausgespielt. Meister wurde HJK Helsinki vor Turku PS. Titelverteidiger Helsingfors IFK konnte der Relegation nur über ein Entscheidungsspiels gegenüber dem punktgleichen Kuopion Pallotoverit entgehen.

## Teilnehmende Mannschaften
| Langname             | Kürzel | Ort      | Vorjahr    |
| -------------------- | ------ | -------- | ---------- |
| Helsingfors IFK      | HIFK   | Helsinki | Meister    |
| HJK Helsinki         | HJK    | Helsinki | 2. Platz   |
| Viipurin Sudet       | Sudet  | Viipuri  | 3. Platz   |
| Helsingin Palloseura | HPS    | Helsinki | 4. Platz   |
| Helsingin Toverit    | HTV    | Helsinki | 5. Platz   |
| Turku PS             | TPS    | Turku    | 6. Platz   |
| Vaasan PS            | VPS    | Vaasa    | Aufsteiger |
| Kuopion Pallotoverit | KPT    | Kuopio   | Aufsteiger |

## Abschlusstabelle
| Pl. | Verein                   | Sp. | S | U | N  | Tore    | Quote | Punkte |
| --- | ------------------------ | --- | - | - | -- | ------- | ----- | ------ |
| 1.  | HJK Helsinki             | 14  | 8 | 4 | 2  | 043:240 | 1,79  | 20:80  |
| 2.  | Turku PS                 | 14  | 7 | 2 | 5  | 037:250 | 1,48  | 16:12  |
| 3.  | Vaasan PS (N)            | 14  | 7 | 2 | 5  | 030:220 | 1,36  | 16:12  |
| 4.  | Helsingin Toverit        | 14  | 7 | 2 | 5  | 028:280 | 1,00  | 16:12  |
| 5.  | Helsingin Palloseura     | 14  | 6 | 2 | 6  | 022:330 | 0,67  | 14:14  |
| 6.  | Helsingfors IFK (M)      | 14  | 4 | 3 | 7  | 027:310 | 0,87  | 11:17  |
| 7.  | Kuopion Pallotoverit (N) | 14  | 4 | 3 | 7  | 021:410 | 0,51  | 11:17  |
| 8.  | Viipurin Sudet           | 14  | 4 | 0 | 10 | 026:300 | 0,87  | 08:20  |

| (M) | amtierender Meister |
| (N) | Neuaufsteiger       |

## Kreuztabelle
| 1938 | 1938                 | HJK | TPS | VPS | HTV | HPS | HIF | KPT | TUL |
| 1.   | HJK Helsinki         |     | 4:4 | 1:1 | 4:1 | 2:3 | 4:1 | 2:2 | 4:0 |
| 2.   | Turku PS             | 0:3 |     | 4:2 | 2:0 | 7:0 | 3:4 | 3:1 | 2:1 |
| 3.   | Vaasan PS            | 2:3 | 4:1 |     | 3:1 | 2:0 | 2:2 | 6:0 | 1:0 |
| 4.   | Helsingin Toverit    | 2:2 | 2:1 | 3:1 |     | 2:2 | 0:2 | 2:1 | 4:3 |
| 5.   | Helsingin Palloseura | 1:4 | 1:0 | 3:0 | 1:2 |     | 1:0 | 4:2 | 0:5 |
| 6.   | Helsingfors IFK      | 3:5 | 2:2 | 1:2 | 3:4 | 2:3 |     | 0:1 | 4:2 |
| 7.   | Kuopion Pallotoverit | 1:5 | 1:5 | 3:1 | 3:2 | 2:2 | 1:1 |     | 3:1 |
| 8.   | Viipurin Sudet       | 3:0 | 0:3 | 0:3 | 0:3 | 3:1 | 1:2 | 7:0 |     |

## Spiel um Platz 6
Die punktgleichen Teams spielten am 23. Oktober 1938 den sechsten Platz aus. Der Verlierer musste anschließend in den Relegationsspielen gegen den Abstieg antreten.
| 6. Platz        | Ergebnis | 7. Platz             |
| --------------- | -------- | -------------------- |
| Helsingfors IFK | 5:1      | Kuopion Pallotoverit |

## Relegation
Die Spiele fanden am 23. und 30. Oktober 1938 statt.
|                      | Gesamt |                | Hinspiel | Rückspiel |
| -------------------- | ------ | -------------- | -------- | --------- |
| Kuopion Pallotoverit | 7:4    | Kronohagens IF | 4:2      | 3:2       |

Beide Vereine blieben in ihren jeweiligen Ligen.

## Torschützenkönig
Aatos Lehtonen vom HJK Helsinki wurde zum vierten Mal in Folge mit 14 Toren Torschützenkönig der Mestaruussarja.